# 短尾信天翁
短尾信天翁是最大的信天翁，翅膀展开可以有3米宽。成年鸟可达11公斤。它也是唯一白色身体的信天翁，只在头颈泛淡黄色。它拥有白背，翅膀外半部是黑色，蓝尖粉红色的嘴，淡蓝色的腿脚。年轻的鸟是棕黑色，成长期间逐渐发白。在日本稱作信天翁、阿房鳥、阿呆鳥（アホウドリ）。
短尾信天翁主要吃海面的鱼卵，虾和乌贼，一般在清晨或日落的时间进食。

## 分布地域
短尾信天翁是北太平洋海鸟，曾繁殖于澎湖列岛。夏季時，住在白令海、阿拉斯加灣、阿留申群島，冬季時，南下飛到日本附近海域繁殖。
1887年到1932年之间，为它们的白色羽毛过分猎捕，曾经降低到50只鸟。1960年代开始保护之后，恢复到500-1000左右，其中大约180成年。那时所有的短尾信天翁都只在日本伊豆群島的小火山岛鳥島。这个岛上是活火山，曾经在1902年爆发，杀死所有当地的居民，把很多在岛上的信天翁巢埋在岩浆下面。日本动物保护学家为信天翁在岛上种草，也开始计划如何帮助它们移居到婿岛列岛的婿岛。2002年，在另外釣魚臺列嶼的北小島和南小島发现、确定它们在那里繁殖。
1940年代，一对年轻的短尾信天翁曾经在美国中途島出现，直到1960年还见到。曾经发现有一对在中途島下了一个蛋，但是没有孵出小鸟。到1980年代，美国加州也开始见到短尾信天翁。
2011年與2012年、2014年在中途島的繁殖得到確認，2015年在小笠原諸島媒島確認出現戰後首次繁殖，從那時起在小笠原群島也可以看到繁殖。2018年5月29日，山階鳥類研究所等在小笠原諸島聟島發現有一隻鳥築巢。

## 繁殖

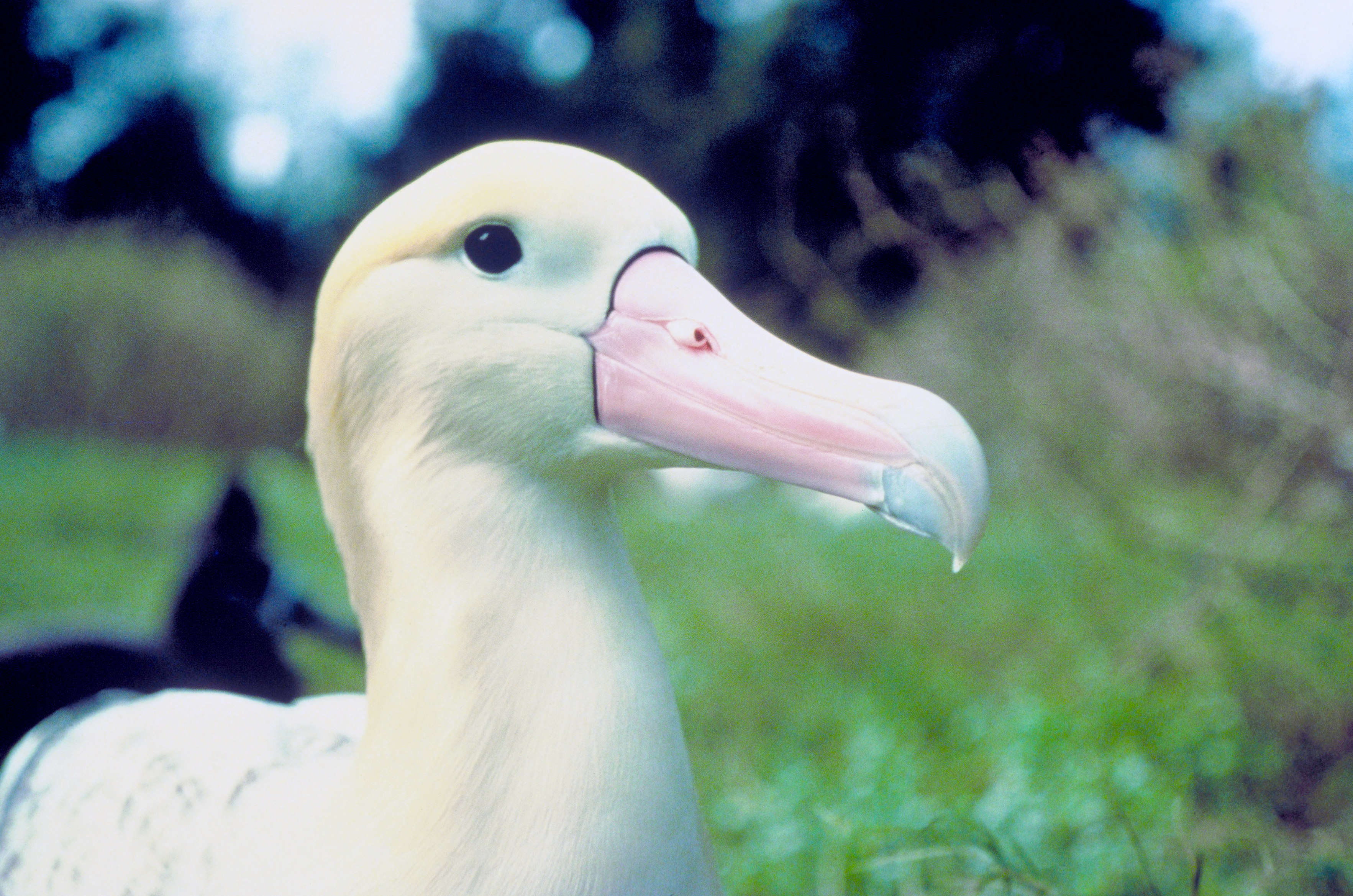
藍尖粉紅色的嘴為短尾信天翁的特徵

短尾信天翁可以活到40-60年。它们可以在海上飞5年之后才回到它出生的岛屿陆地。配对为终身，一般在6岁时开始。每年在10月底回到同一个地方见面，以沙、灌木枝和火山岩筑巢。一对只下一个蛋，父母轮流孵蛋，约65天孵出。5月底6月初，小鸟几乎长成的时候，父母抛弃鸟巢和小鸟。小鸟会很快自己练习成功飞翔。

## 與人類的關係
過去短尾信天翁遭到人類大量濫捕。1887年開始為了羽毛遭到濫捕。短尾信天翁被過度獵殺一直延續到1933年日本政府在鳥島、1936年聟島列島指定為禁獵區。當時牠主要用於出口，但據估計，即使在1910年禁止羽毛貿易之後，據估計日本有6,300,000隻鳥被獵捕用於分銷目的。以前短尾信天翁甚至也繁殖於小笠原群島、大東群島、澎湖群島，然而繁殖地遭到破壞。據說也曾繁殖於彭佳嶼、西之島。1939年，短尾信天翁僅剩的繁殖地鳥島火山爆發。
1949年4月，鳥類學者O.L.奧斯汀在伊豆群島及小笠原群島的調查中並未發現短尾信天翁，遂發表了「短尾信天翁滅絕」的報告。短尾信天翁一度被視為滅絕。直到1951年在鳥島發現了短尾信天翁的繁殖，才再度發現。。
重新發現後的短尾信天翁與之前的命運呈現天壤之別，受到人類的高度保護。雖然此後測候所（後來的氣象觀測站）繼續進行監測和保護，但由於1965年火山群地震導致氣象站關閉，一度暫停保護活動。1976年再度開始調查和保護活動，並透過種植和土木工程建立繁殖所。1992年在崩落危險性較少的斜面設置短尾信天翁的模型（誘餌），以鳴叫聲試圖建立新的繁殖地，進而增加繁殖數及繁殖成功率。。1971年在南小島重新發現短尾信天翁個體群，在1988年確認在此繁殖。在2001年也確認了北小島的繁殖。。2014年在小笠原諸島的媒島發現短尾信天翁的幼鳥、並且在2015年2月於同島發現一對住於島上的鳥，透過對兩者羽毛的DNA分析證明了親子關係，成為小笠原群島在戰後的第一次繁殖確認。
在日本，短尾信天翁於1956年3月3日以「鳥島的短尾信天翁及其繁殖地」之名被指定為暫定天然紀念物，1958年4月25日，「鳥島的短尾信天翁及其繁殖地」被指定天然記念物，1962年4月19日，指定為特別天然記念物，1965年5月10日特別天然記念物的名稱變更為「短尾信天翁」。1951年時短尾信天翁的數量估計約30-40隻，到了1999年時推測約有1,200隻。2006－2007年時，據估計繁殖個體數約2,360隻（鳥島80%、尖閣群島20%）。據2010年的調査，在鳥島的總個體數估計為2,570隻。在2018年的調査中，鳥島的族群總個體數估計約5,165隻。